# Ogólnopolski Konkurs Młodych Dyrygentów im. Witolda Lutosławskiego
Ogólnopolski Konkurs Młodych Dyrygentów im. Witolda Lutosławskiego — konkurs wykonawczy przeznaczony dla dyrygentów, którzy nie ukończyli 35. roku życia organizowany od 1994 przez Filharmonię Białostocką, a następnie Operę i Filharmonię Podlaską.

## Historia
Pierwsze trzy jego edycje ograniczone były do obszaru Polski. Czwarty Konkurs w 2006 roku odbył się już jako impreza o charakterze międzynarodowym, co było możliwe dzięki dofinansowaniu z funduszy unijnych. Podczas VI edycji w 2016 roku postanowiono powrócić do charakteru krajowego konkursu. Konkurs ten ma na celu prezentację i promocję młodych dyrygentów wchodzących na scenę życia muzycznego poprzez konfrontację wykonań dzieł orkiestrowych. Młodzi artyści walczą o złote, srebrne i brązowe Klucze wiolinowe oraz związane z tym nagrody pieniężne. Laureaci konkursu otrzymują jednocześnie kwalifikację do udziału w Międzynarodowym Konkursie Dyrygenckim im. Grzegorza Fitelberga w Katowicach.

## Laureaci
I Ogólnopolski Przegląd Młodych Dyrygentów im. Witolda Lutosławskiego (1994)
- I nagroda – ex aequo: Tomasz Chmiel (Kraków) i Jan Miłosz Zarzycki (Wrocław)
- II nagroda – nie przyznano
- III nagroda – ex aequo: Piotr Wajrak (Warszawa) i Wojciech Sąkól (Katowice)

II Ogólnopolski Przegląd Młodych Dyrygentów im. Witolda Lutosławskiego (1998)
- I nagroda – Szymon Bywalec (Katowice)
- II nagroda – Michał Nesterowicz (Wrocław)
- III nagroda – Aleksander Gref (Poznań)

III Ogólnopolski Przegląd Młodych Dyrygentów im. Witolda Lutosławskiego (2002)
- I nagroda – Tomasz Tokarczyk (Kraków)
- II nagroda – Wojciech Rodek (Wrocław)
- III nagroda – Przemysław Neumann (Poznań)

IV Międzynarodowy Przegląd Młodych Dyrygentów im. Witolda Lutosławskiego (2006)
- I nagroda – Əyyub Quliyev (Azerbejdżan)
- II nagroda – Krzysztof Urbański (Polska)
- III nagroda – Dainius Povilionis (Litwa)

V Międzynarodowy Konkurs Młodych Dyrygentów im. Witolda Lutosławskiego (2011)
- I nagroda Daniel Huppert (Niemcy)
- II nagroda Sho Itō (Japonia)
- III nagroda Lin Chin-chao (Tajwan)

VI Ogólnopolski Konkurs Młodych Dyrygentów im. Witolda Lutosławskiego (2016)
- I nagroda Maciej Koczur (Kraków)
- II nagroda Dawid Runtz (Warszawa)
- III nagroda Mateusz Czech (Warszawa/Drezno)

VII Ogólnopolski Konkurs Młodych Dyrygentów im. Witolda Lutosławskiego (2016)
- I nagroda Łukasz Ksobiraj (Poznań)
- II nagroda Daniel Mieczkowski
- III nagroda Piotr Wacławik